# Puente Albert (Belfast)
El Puente Albert (en inglés: Albert Bridge) es un puente en Belfast, Irlanda del Norte. Se extiende por el río Lagan y es uno de los ocho puentes en la ciudad. Fue terminado en 1890 por la ciudad de Belfast después de que elpuente anterior de repente se derrumbó en 1886. Se encuentra cerca del centro de la ciudad, entre la calle East Bridge y  la calle puente Albert.
En 1886, el primer puente que se haya construido en el sitio del puente de Albert se desplomó, provocando una sola víctima mortal.